# Ballinskelligs
Ballinskelligs (iriska: Baile an Sceilg) är en ort i republiken Irland.   Den ligger i grevskapet Ciarraí och provinsen Munster, i den sydvästra delen av landet, 300 km sydväst om huvudstaden Dublin. Antalet invånare är 355.
Terrängen runt Ballinskelligs är kuperad åt nordväst, men österut är den platt. Havet är nära Ballinskelligs åt sydost.  Närmaste större samhälle är Cahersiveen, 17,0 km norr om Ballinskelligs. 